# Concòrdia de Barcelona
La Concòrdia de Barcelona fou un acord establert l'any 1431 entre la Universitat de la Ciutat i Regne de Mallorca i els seus creditors.
Rep el nom de Concòrdia l'acord de pagament entre Mallorca i els seus creditors. A partir del segle xiv la Universitat mallorquina s'havia endeutat molt a causa de les guerres, caresties i lluites internes. La Universitat va haver d'emetre censals que foren adquirits sobretot per barcelonins. El 1405, davant les dificultats per pagar, s'arribà a l'acord del Contracte Sant. Aquesta solució es va modificar a l'acord de 1431 conegut com a Concòrdia de Barcelona, en el qual es reduïren els interessos que havien de cobrar els creditors i el capital del deute, establint la quitació de 10.000 florins anuals de capital. Més tard se signaren altres concòrdies, com la del 1648 que no s'aprovà per l'oposició del clergat, i la de 1684, que va prohibir carregar més censos sobre la Universal Consignació.
També es coneix per Concòrdia el règim d'elecció dels càrrecs públics vigent a Mallorca entre 1440 i 1444 (Règim de Concòrdia).